# Tryphoema lusitanica
Tryphoema lusitanica is een eenoogkreeftjessoort uit de familie van de Rhizothricidae. De wetenschappelijke naam van de soort is voor het eerst geldig gepubliceerd in 1965 door Wells & Clark.